# Красино (Смоленская область)
Красино — деревня в Тёмкинском районе Смоленской области России. Входит в состав Кикинского сельского поселения. Население — 1 житель (2007 год).
Расположена в восточной части области в 18 км к северо-западу от Тёмкина, в 26 км юго-восточнее автодороги М1 «Беларусь», на берегу реки Вороновки. В 6 км севернее деревни расположена железнодорожная станция Жижало на линии Вязьма — Калуга.

## История
В годы Великой Отечественной войны деревня была оккупирована гитлеровскими войсками в октябре 1941 года, освобождена в марте 1943 года.